# Samuel Barlay
Samuel Barlay, född 15 september 1986 i Freetown, är en sierraleonsk fotbollsspelare. Han har spelat för Sierra Leones landslag.

## Klubbkarriär
Barlay började sin karriär i den sierraleonska toppklubben East End Lions i hans hemstad, huvudstaden Freetown. Han upptäcktes av de svenska klubbarna Helsingborgs IF och Malmö FF under U17 VM 2003 i Finland. Han skrev i början av 2004 på ett kontrakt med Malmö FF, detta trots att Helsingborg visat större intresse. Han fick dock inte så mycket speltid i Malmö och i slutet av mars 2006 stod det klart att han skulle lånas ut till den åländska klubben IFK Mariehamn under säsongen 2006. Han hann spela tio matcher innan han bröt vänsterarmen i en match under sommaren. Efter säsongen kom han tillbaka till Malmö, men redan i början av året därpå stod det klart att han skulle lånas ut även säsongen 2007, denna gång till Örgryte IS i Superettan.
Den 22 november 2007 blev det klart att Barlay hade skrivit ett tvåårskontrakt med IFK Mariehamn. Han spelade femton matcher under 2008 års säsong innan han återigen bröt armen i slutet av augusti, denna gång var det högerarmen. Även om skadan hade läkt till våren 2009 valde klubben och Barlay att bryta kontraktet trots att det var sju månader kvar. Den 4 mars 2010 skrev Barlay på ett ettårskontrakt med division 1-klubben Syrianska IF Kerburan. Efter en sejour i Azerbajdzjan återvände Barlay säsongen 2014 till Syrianska IF Kerburan. Under 2015 spelade han för Ravan Baku.
Inför säsongen 2016 rehabiliterade sig Barlay från en knäoperation och blev samtidigt utsedd till assisterande tränare i Syrianska IF Kerburan. I mars 2018 gick han till IFK Mora.